# Machine IAS
La machine IAS (en anglais, IAS machine) est le premier ordinateur électronique construit par l'Institute for Advanced Study (IAS) de  Princeton aux États-Unis.
Cet ordinateur est parfois appelé la machine de von Neumann parce que l'article décrivant sa conception a été publié par John von Neumann, un professeur de mathématiques de l'université de Princeton et de l'Institute for Advanced Study. La construction de l'ordinateur a été réalisée sous la direction de John von Neumann de la fin de 1945 jusqu'en 1951. L'organisation générale de l'ordinateur est appelée l'architecture de von Neumann.

## Histoire
Julian Bigelow a été engagé comme chef ingénieur pour la construction de l'ordinateur en mai 1946. Hewitt Crane, Herman Goldstine, Gerald Estrin and Arthur Burks ont aussi travaillé sur le projet. L'ordinateur a été en opération partielle durant l'été 1951 et il était pleinement opérationnel le 10 juin 1952. 
Il a fonctionné jusqu'au 15 juillet 1958.

## Description
La machine IAS était un ordinateur numérique basé sur des mots de 40 bits, chaque mot pouvant contenir deux instructions de 20 bits. La mémoire vive contenait 1 024 mots (5,1 kilooctets). Les nombres négatifs étaient représentés en complément à deux. L'ordinateur comptait deux registres : un accumulateur (AC) et un multiplicateur/quotient (MQ).
Bien que certains aient mentionné que la machine IAS était le premier ordinateur à enregistrer les instructions et les données dans la même mémoire, cela avait déjà été fait 4 ans plus tôt (en 1948) sur le Small-Scale Experimental Machine à l'université de Manchester.
Von Neumann avait montré que l'enregistrement des instructions et des données dans la même mémoire permettait de traiter les instructions comme des données, ce qui permettait, entre autres, d'implanter des boucles en modifiant une instruction de branchement à la fin de la boucle. L'enregistrement des instructions et des données dans la même mémoire a conduit à une surcharge du bus entre le processeur et la mémoire qui a été appelée le goulot d'étranglement de von Neumann.
La conception originale de l'ordinateur prévoyait l'utilisation d'un type de tube à vide appelé tube Selectron pour l'implantation de la mémoire vive. Des problèmes de développement de ces tubes complexes a entrainé leur remplacement par des tubes de Williams. L'ordinateur utilisait 2 300 tubes à vide. L'addition prenait 62 microsecondes et la multiplication 713 microsecondes. L'ordinateur était asynchrone, c'est-à-dire qu'il ne contenait pas d'horloge centrale régulant l'exécution des instructions. Une instruction débutait lorsque l'instruction précédente se terminait.

## Ordinateurs dérivés de la machine IAS
Les plans de la machine IAS ont été largement distribués à des écoles et des compagnies intéressées par les machines à calculer, résultant en la construction de plusieurs ordinateurs dérivés dits machines IAS, même si ces machines ne sont pas compatibles au sens moderne du terme.
Voici quelques-unes des machines IAS :
- AVIDAC (Laboratoire national d'Argonne) ;
- BESK (Stockholm) ;
- BESM (Moscou)[3] ;
- CYCLONE (université d'État de l'Iowa)
- DASK (Regnecentralen, Copenhague, 1958) ;
- GEORGE (Laboratoire national d'Argonne) ;
- IBM 701 (19 installations) ;
- ILLIAC I (université de l'Illinois à Urbana-Champaign) ;
- JOHNNIAC (RAND Corporation) ;
- MANIAC I (Laboratoire national de Los Alamos) ;
- MISTIC (université d'État du Michigan) ;
- MUSASINO-1 (Musashino, Tokyo, Japon) ;
- ORACLE (Laboratoire national d'Oak Ridge) ;
- ORDVAC (Aberdeen Proving Ground) ;
- SARA (Saab) ;
- SILLIAC (université de Sydney) ;
- SMIL (université de Lund) ;
- WEIZAC (Institut Weizmann).